# Christian Petit
Pour les articles homonymes, voir Petit.
Christian Petit, né en 1949, est un ancien joueur de basket-ball qui fut international français. Il mesure 1,96 m.

## Biographie
Après sa carrière de basketteur, il reprend des études de chirurgien dentiste et s'installe en région lyonnaise à Saint-Genis-Laval. Il a un enfant Alexander né en 1973.

## Carrière

### En club
- 1968-1969 :  SA Lyon  (Nationale 1)
- 1969-1970 :  ASVEL Villeurbanne (Nationale 1)
- 1970-1976 :  Chorale Roanne Basket (Nationale 1)
- 1978-1979 :  FC Mulhouse Basket (Nationale 1)
- 1979-1981 :  ASVEL Villeurbanne (Nationale 1)

### Équipe de France
- 13 sélections (74 points) entre 1969 et 1974

## Palmarès
- Champion de France en 1981 avec l'ASVEL